# 발레리안: 천 개 행성의 도시
《발레리안: 천 개 행성의 도시》(프랑스어: Valérian et la Cité des mille planètes)는 2017년 개봉한 프랑스의 SF 영화이다. 뤼크 베송이 감독, 각본, 제작을 맡았으며, 피에르 크리스탱이 이야기를 쓰고 장클로드 메지에르가 그린 만화 "발레리앙과 로를린"(1967-2010)을 원작으로 한다. 데인 더한이 발레리앙 역을 맡고, 카라 델러빈이 로를린 역을 연기하였다.
평단으로부터 엇갈린 반응을 얻었다. 이야기 구성과 일부 배우를 중심으로 비판을 받았으나 시각 측면은 호평을 들었다. 제작비 대비 낮은 흥행 수익을 거두면서 박스 오피스 봄이 되었다.

## 줄거리
28세기 미래, 시공간을 압도하는 스페이스 최강 에이전트가 온다!
수천 종의 외계종족이 평화롭게 살고 있는 28세기의 우주.
에이전트 발레리앙과 로를린에게 30년 전 사라진 행성 뮐의 마지막 남은 컨버터를 되찾아오라는 미션이 내려진다.
그들은 키리안 행성의 빅 마켓에서 컨버터가 거래되고 있다는 정보를 입수해 미션을 수행하지만, 뜻하지 않게 암흑시장 외계종족의 표적이 되어버린다.
가까스로 컨버터를 구출해 낸 그들은 우주수호부의 본거지 알파로 향하고, 제한된 시간 안에 평화를 위협하는 레드존에 진입해 위협 요소를 제거해야 하는 새로운 임무를 받게 된 발레리앙과 로를린.
하지만 이 모든 사건이 자신들이 구출한 컨버터와 연계되어 있다는 사실을 알게 되는데...

## 출연
- 데인 더한 - 벌레리언(발레리앙) 역
- 카라 델러빈 - 로럴린(로를린) 역
- 클라이브 오언 - 애룬 플릿 역
- 리애나 - 버블 역
- 이선 호크 - 졸리 역
- 허비 행콕 - 국방부 장관 역
- 우이판 - 네자 병장 역
- 륏허르 하우어르 - 세계 연합 대통령 역
- 존 굿맨 - 아이건 사이루스 역 (목소리 출연)
- 엘리자베스 더비키 - 하반 리마이 황제 역 (목소리 출연)
- 사샤 루스 - 리호이미나 공주 역
- 샘 스프루얼 - 옥토 바 장군 역
- 올라 라파스 - 깁슨 소령 역
- 알랭 샤바 - 해적 밥 역
- 톰 핀들레이 - 해적 역 (목소리 출연)
- 마티외 카소비츠 - 빅 마켓의 캐멀롯 역
- 조나스 블로케 - K트론 전사 역
- 산트 판로이 - 제시카 래빗 역
- 루이 르테리에 - 머큐리스 선장 역
- 올리비에 메가통 - KCO2 선장 역
- 폴린 오아로 - 앨로이 황후 (목소리 출연) / 패러다이스 앨리의 스윙 에인절 역
- 그자비에 자놀리
- 브누아 자코
- 제라르 크라브지크
- 알렉산드레 비욤
- 에리크 로샹
- 피에르 카시아
- 다비드 사다
- 이폴리트 뷔르카르윌렌

## 연표
- 1975년: 아폴로-소유스 도킹 성공
- 2020년: 중국 비행선 발사
- 2031년: 인도 비행선 발사
- 2050년: 최초 외계 종족의 비행선이 우주 정거장에 도착
- 2150년: 우주 정거장은 하나의 거대한 행성이 "알파"가 됨
- 2740년: 우주 연방 정부 등 천 개 행성의 도시를 보여줌

## 수상
- 2017년 제21회 판타지아 영화제 후보 장편 영화
- 2017년 제13회 유라시아 국제영화제 후보 스페셜 이벤트
- 2018년 제44회 새턴 어워즈 후보 최우수 SF영화, 의상, 프로덕션디자인상
- 2018년 제45회 애니 어워드 후보 실사 촬영 : 캐릭터 애니메이션상

## 시청 등급
- 대한민국: 12세 관람가
- 미국: PG-13

## 후편 가능성
박스 오피스 봄이 되었으나 2017년 9월 뤼크 베송은 팬층이 호의적으로 반응해 후편을 고려하고 있다고 밝혔다.